# 北海道道122号北見端野美幌線
北海道道122号北見端野美幌線（ほっかいどうどう122ごう きたみたんのびほろせん）は、北海道北見市と網走郡美幌町を結ぶ道道（主要地方道）である。

## 概要

### 路線データ
- 起点：北海道北見市大通西4丁目（国道39号交点）
- 終点：北海道網走郡美幌町字瑞治（国道39号・美幌IC - 美幌バイパス交点）
- 総延長：26.3 km
- 実延長：24.8 km
- 重用延長：1.5 km[1]

### 道路管理者
- オホーツク総合振興局 網走建設管理部 北見出張所
- オホーツク総合振興局 網走建設管理部 事業課

## 歴史
- 1982年（昭和57年）9月30日 - 1019号として路線認定[2]。

端野町川向 - 美幌町は道道357号端野美幌線からの昇格である。道道357号の残り区間は道道1024号川向端野線となった。北見市 - 端野町川向は道道556号緋牛内北見線との重複である。
- 1993年（平成5年）5月11日 - 建設省から、道道北見端野美幌線が北見端野美幌線として主要地方道に指定される[3]。
- 1994年（平成6年）10月1日 - 路線番号を122号に変更[4]。
- 2007年（平成19年）9月7日 - 美幌町道1号の区間を路線認定し、美幌IC - 美幌バイパスまで延長[5]。

## 路線状況

### 重複区間
- 北海道道217号北見美幌線（北見市川東73番地 - 北見市川東38番地）
- 北海道道556号緋牛内北見線（北見市川東 - 北見市端野町川向）
- 北海道道217号北見美幌線（美幌町字昭野 - 美幌町字美禽）
- 国道39号（美幌町字美禽 - 美幌町字新町1丁目）

### 道路施設

#### 主な橋梁
- 鉄南跨線橋（84 m、石北本線、北見市南仲町 - 北見市大通西）
- 若松大橋（331 m、常呂川、北見市清月町 - 北見市川東）
- 花見橋（124 m、美幌川、美幌町字瑞治）

## 地理

### 通過する自治体
- オホーツク総合振興局
  - 北見市
  - 網走郡美幌町

### 交差する道路
北見市
- 国道39号 - 大通西4丁目（起点）
- 北海道道217号北見美幌線 - 川東73番地、川東38番地（重複）
- 北海道道943号北見環状線 - 川東
- 北海道道556号緋牛内北見線 - 川東、端野町川向（重複）
- 北海道道1024号川向端野線 - 端野町川向

美幌町
- 北海道道217号北見美幌線 - 字昭野、字美禽（重複）
- 国道39号 - 字美禽
- 北海道道248号嘉多山美幌線 - 字美禽
- 国道240号 - 字仲町2丁目
- 北海道道309号美幌停車場線 - 字新町1丁目
- 国道39号 - 字新町1丁目、字瑞治（重複・終点）
- 美幌バイパス美幌IC - 字瑞治（終点）

### 沿線にある施設など
北見市
- 北見市立南小学校
- 北見市立南中学校
- 北海道北見支援学校
- 若松河川敷公園
- 北見ハーブヒルゴルフクラブ

美幌町
- 美幌博物館
- 美幌みどりの村森林公園キャンプ場
- 日本甜菜製糖美幌製糖所
- 美幌町リリー山スキー場
- 美幌町立美幌北中学校